# Ernst Julius Hähnel

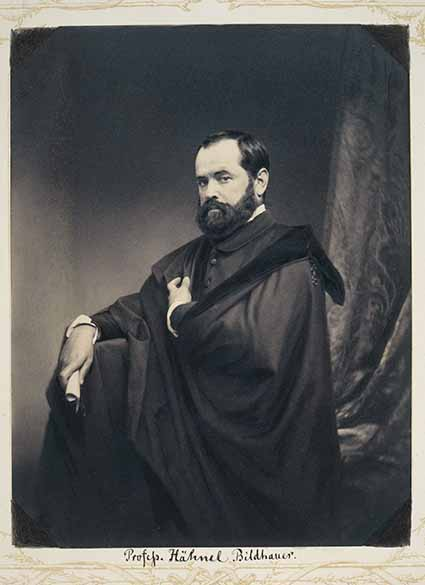
Ernst Hähnel, fotografía de Franz Hanfstaengl.

Ernst Julius Hähnel (9 de marzo de 1811, Dresde-22 de mayo de 1891, ibíd.) fue un escultor alemán y profesor de la Academia de Bellas Artes de Dresde.

## Biografía
Originalmente estudió arquitectura en la Academia de Dresde; después, en 1826, pasó a la Academia de Bellas Artes de Múnich donde permaneció hasta 1831 y más tarde se pasó a la escultura después de asistir a clases con Ernst Rietschel y Ludwig Schwanthaler. Realizó un viaje de estudio a Roma y Florencia y retornó a Múnich, viviendo ahí desde 1835 hasta 1838, cuando fue seleccionado para la Academia de Dresde. A su llegada a la Academia, Gottfried Semper le confió la preparación de algunas esculturas para la nueva Semperoper (Casa de la Ópera). En 1845, creó el Monumento a Beethoven en Bonn, el trabajo que le hizo famoso. Se convirtió en profesor pleno de la Academia de Dresde en 1848. Johannes Schilling y Christian Behrens estuvieron entre sus estudiantes más conocidos.
En 1859, recibió un Doctorado Honorífico de la Universidad de Leipzig y, en 1883, se convirtió en Ciudadano Honorífico de la ciudad de Dresde. Murió en 1891 y es enterrado en el Antiguo Cementerio Católico.

## Obras escogidas

Monumento a Beethoven en Bonn (1845)
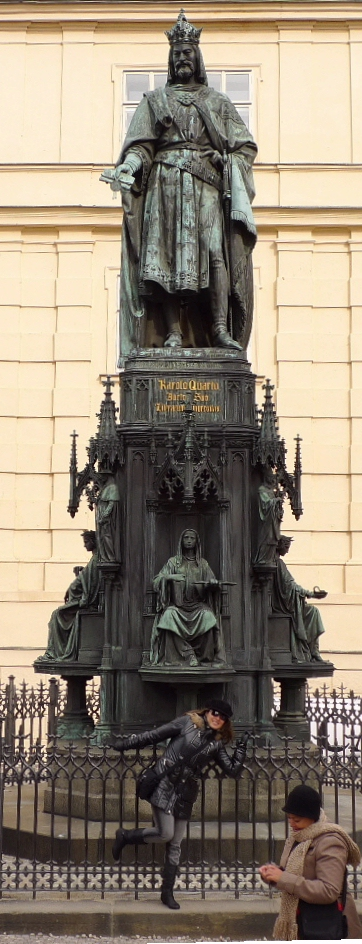
Emperador Carlos IV en Praga (1848)
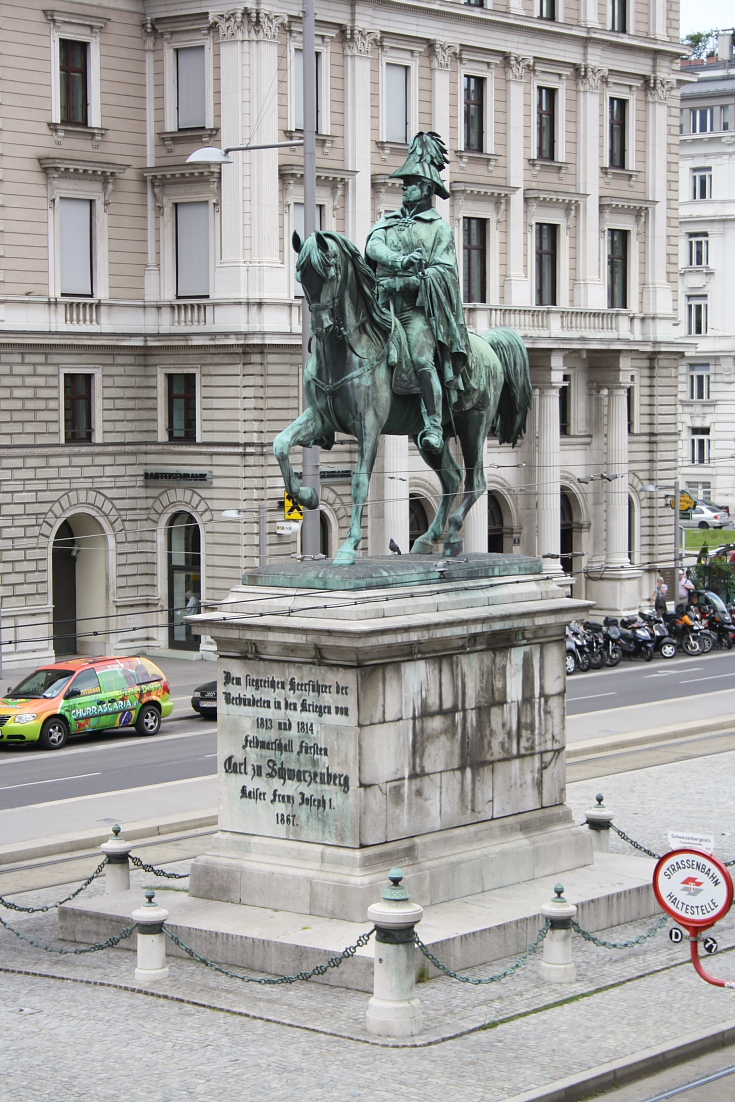
Estatua ecuestre de Karl Philipp Fürst zu Schwarzenberg en Viena (1867)
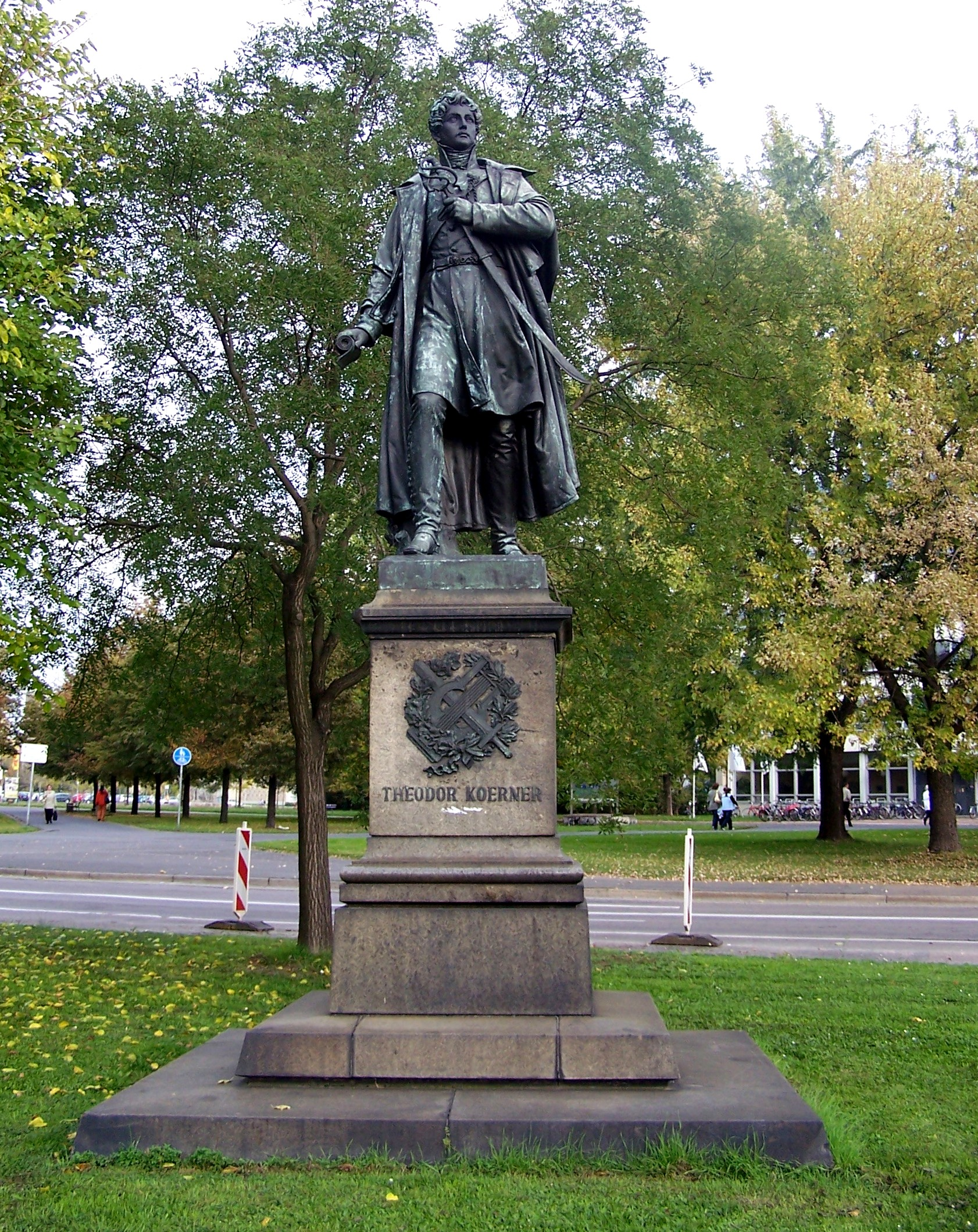
Monumento a Theodor Körner en Dresde (1871)
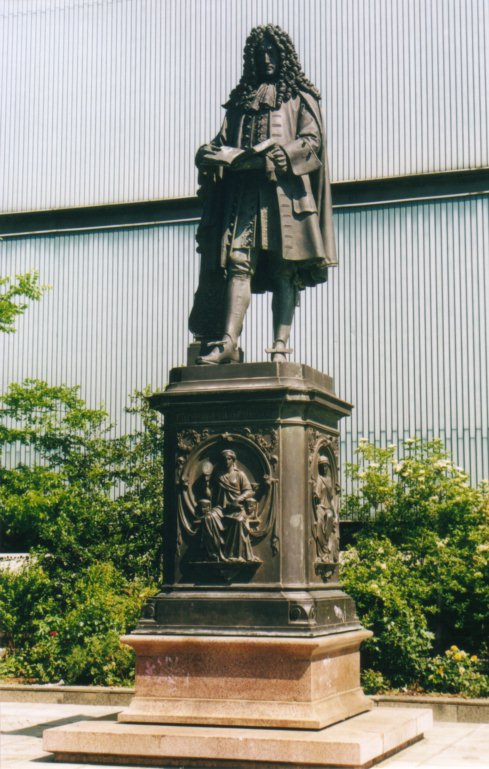
Monumento a Leibniz en Leipzig (1883)

### Otros trabajos notables
- 1867: Estatua del rey Federico Augusto II de Sajonia en Dresde.
- 1874: Estatua ecuestre del Conde Federico Guillermo, Duque de Brunswick-Wolfenbüttel, en Braunschweig.
- 1874: Placa de Ludwig Tieck en la antigua localización de su casa cerca del Altmarkt en Dresde.[3]